# F931 Louise-Marie (1991)
De F931 Louise-Marie is een multi-purpose fregat van de Belgische marine. Het fregat is in 2008 overgenomen van de Nederlandse marine. De Louise-Marie voerde reeds drie vredesmissies uit in het kader van Operatie Atalanta tegen de piraterij. De stad Sint-Niklaas is peter van het fregat.

## Voorgeschiedenis
De F931 Louise-Marie was onder de naam Hr.Ms. Willem van der Zaan een Nederlands multifunctioneel fregat van de Karel Doormanklasse. Het schip is net als alle andere schepen van de Karel Doormanklasse gebouwd door de scheepswerf Koninklijke Maatschappij De Schelde uit Vlissingen. Het schip werd in 1989 opgeleverd en in 1991 in dienst genomen door de Nederlandse marine. Op 22 december 2005 vond de ondertekening van de overeenkomst tot verkoop aan de Belgische marine plaats. Op 25 augustus 2006 nam de Nederlandse marine de Willem van der Zaan uit dienst, om hem over te dragen aan de Belgische marine.
De Belgische marine nam het schip op 8 april 2008 in dienst als F931 Louise-Marie, naar Louise-Marie van Orléans, de eerste Koningin der Belgen.
Halfweg de negentiende eeuw had de Belgische marine al een schoener met de naam Louise-Marie.

## Taakomschrijving
De F931 Louise-Marie krijgt als escorterend Multi-purpose fregat taken in het kader van vredeshandhaving in het kader van de NATO Response Force, vredesoplegging, defensiediplomatie en collectieve verdediging namens verdragen in NAVO- en WEU/EU-verband.

## Operatie Atalanta

### Introductie
In het kader van haar vredesopdracht neemt de Louise-Marie deel aan de Europese operatie Atalanta, gericht tegen de piraterij in het gebied van de Golf van Aden. Inmiddels heeft de Louise-Marie drie succesvolle missies volbracht, waarbij onder andere diverse malen acties tegen piraten werden ondernomen.

### Eerste missie: 2009
Op 17 augustus 2009 vertrok de Louise-Marie vanuit de thuishaven Zeebrugge naar de Golf van Aden. Het schip kwam op 3 september aan in de haven van Djibouti en zou tot 13 december van 2009 patrouilles uitvoeren in het gebied tussen de Golf van Aden en de Seychellen. Het keerde op 23 december terug in de thuishaven.
De Louise-Marie redde op 14 september rond 8 uur in de ochtend 38 Somaliërs van een zinkend schip in de Golf van Aden. Er waren nog acht vermisten. Op 3 oktober kwam de Louise-Marie na een noodoproep van een koopvaardijschip voor het eerst in actie tegen een vermeend piratenschip dat op 300 m van het koopvaardijschip voer. De militaire actie vond plaats samen met een Belgische Alouette III-helikopter, welke poogde het verdachte schip van koers te doen veranderen. Omdat dit geen resultaat opleverde, loste de Louis-Marie twee reeksen waarschuwingsschoten. Aan boord van het verdachte schip vonden de militairen van de Louise-Marie nog slechts een aantal vaten brandstof en er werd dan ook verder geen actie ondernomen.
Na 128 dagen missie kwam het schip ten slotte op 23 december terug aan in Zeebrugge. Ter gelegenheid van de thuiskomst deelde minister van Landsverdediging Pieter De Crem mee dat het de intentie was om in 2010 een soortgelijke operatie uit te voeren, waarbij België mogelijk enige tijd de leiding zal nemen.

### Tweede missie: 2010-2011
De Louise-Marie voer op 4 oktober 2010 opnieuw vanuit Zeebrugge uit naar de Golf van Aden. Op 14 november van dat jaar pikte het fregat zes drenkelingen op nadat hun schip was gezonken. Het ging om Somalische en Jemenitische vissers.
Op 29 november 2010 pakte de bemanning van het schip tijdens het escorteren van het koopvaardijschip "Petra" voor het eerst daadwerkelijk piraten op. Het ging om zeven Somalische piraten op voor de kust van Kenia. De overmeestering vond plaats na het lossen van waarschuwingsschoten en een gericht schot op het bootje. Na de overmeestering door een boardingteam bracht men het piratenbootje tot zinken door het met mitrailleurvuur te doorzeven. Er vielen bij de actie geen gewonden.
Op 7 februari 2011 keerde de Louise-Marie terug in de haven van Zeebrugge, waar het fregat door 170 familieleden werd opgewacht. In de twee maanden na de thuiskomst stond een onderhoudsbeurt gepland.

### Derde missie: 2012-2013
In 2012 startte de Louise-Marie aan haar de deelname aan de internationale operatie Atalanta. Het schip vertrok op 7 november 2012 met 170 bemanningsleden aan boord, om deel te nemen aan een missie van vier maanden. Op 15 december 2012 onderschepte de Louise-Marie voor de kust van Somalië na een melding door een Zweeds patrouillevliegtuig een vermeend piratenschip. Aan boord werden geen wapens aangetroffen. De bemanning van de Louise-Marie arresteerde de vijf opvarenden in afwachting van verdere stappen. Bij gebrek aan bewijs werden de mannen echter weer vrijgelaten.
Op 27 december 2012 onderschepte de Louise-Marie voor de Somalische kust opnieuw een skiff met vermoedelijke piraten. Men arresteerde drie mannen. Er werden brandstofvaten met een grote hoeveelheid brandstof aangetroffen. Echter, ook deze maal werden er net als bij de vorige actie op 15 december 2012 geen wapens aangetroffen. Er werd nagegaan of de verdachten betrokken waren bij kapingen, ook in dit geval werden de verdachten na enkele dagen weer vrijgelaten. Na enkele dagen gevangenschap werden ze op een Somalisch strand afgezet. Op 14 januari 2013 nam de Louise-Marie tien Indiase schipbreukelingen aan boord die gered waren door het Franse fregat "Surcouf".
Op 27 februari 2013 keerde de Louise-Marie met haar 169 bemanningsleden terug naar de haven van Zeebrugge, om daarmee na vier maanden de missie te beëindigen.

### Vierde missie: 2025
In 2025 vertrok de Louise-Marie voor twee maanden naar de Baltische Zee.

## Trivia
- De Louise-Marie bracht in november 2013 zakjes met grond van de Vlaamse slagvelden uit de Eerste Wereldoorlog naar de Britse hoofdstad Londen. Het schip voer onder de Tower Bridge door om af te meren in Westminster naast het Engelse marineschip HMS Belfast. De grond werd daar overgedragen om te worden gebruikt in de herdenkingstuin "Flanders Fields Memorial Garden" in Wellington Barracks.[19][20]
- Begin februari 2020 vertrok het schip voor een groot onderhoud van 12 tot 15 maanden naar Den Helder in Nederland. Hierbij werd, zoals de traditie voorschrijft, de scheepsbel in bewaring gegeven aan de peterstad Sint-Niklaas.[2]

## Afbeeldingen

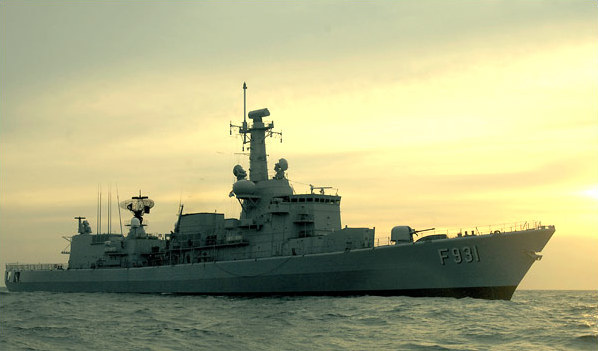
Zijaanzicht
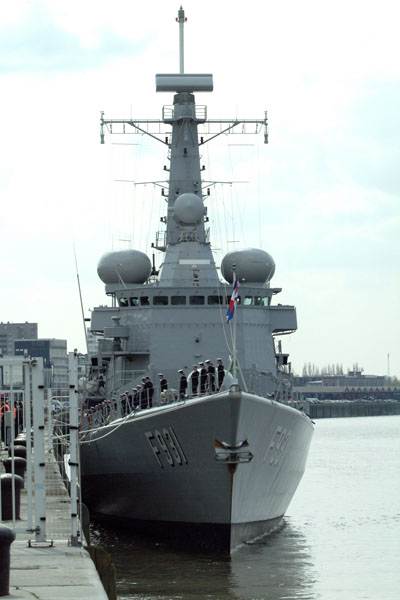
Vooraanzicht
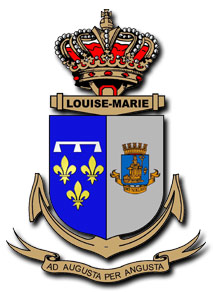
Wapenschild